# Římskokatolická farnost Velké Opatovice
Římskokatolická farnost Velké Opatovice je územní společenství římských katolíků v děkanátu Svitavy s farním kostelem svatého Jiří.

## Historie farnosti
První písemná zmínka o kostele na tomto místě pochází z roku 1392. Byl postaven v gotickém slohu a klenba byla patrně pouze v presbytáři. V poslední čtvrtině 17. století byl kostel barokně přestavěn. V roce 1790 byl ovšem původní kostel zbořen, aby mohl být v letech 1790–1791 vystavěn kostel nový, zasvěcený stejně jako předchozí kostel svatému Jiří. Na začátku padesátých let dvacátého století prošel kostel výraznou proměnou interiéru. Byl nově vydlážděn a vymalován, byla nově uspořádány obrazy a sochy a především byl v závěru presbytáře vymodelován vysoký reliéf svatého Jiří bojujícího s drakem o rozměrech 4×4 m, který vytvořil akademický sochař Karel Otáhal v letech 1951–1952. V devadesátých letech dvacátého století byl generálně zrekonstruován vnější plášť i interiér kostela. Ozdobou kostela je ve vánoční době betlém, jehož jádro pochází ze šedesátých let dvacátého století, kulisa je dílem místních řemeslníků a umělců, nově byl doplněn o další sošky v letech 2008–2012. 

## Duchovní správci
Seznam farářů ve Velkých Opatovicích je znám od roku 1713. 
Farářem byl do července 2015 R. D. ICLic. Mgr. Aleš Vrzala, v současnosti moderátor diecézní kurie Arcibiskupství olomouckého a sídelní kanovník Metropolitní kapituly. Toho ve funkci vystřídal R. D. Mgr. Miroslav Hřib. Od srpna 2025 je farářem R.D. ICLic., ThLic., Mgr. et Mgr. Piotr Grzybek.

## Bohoslužby
| Kostel              | Místo           | Bohoslužba (den)                    | Hodina                      | Poznámka     |
| ------------------- | --------------- | ----------------------------------- | --------------------------- | ------------ |
| kostel svatého Jiří | Velké Opatovice | neděle pondělí středa čtvrtek pátek | 8.00 18.00 18:00 7.00 18:00 | Farní kostel |

## Aktivity farnosti
Ve farnosti je ustanovena pastorační rada. Od roku 1999 funguje schola sv. Jiří, která doprovází pravidelně nedělní bohoslužby, zpívá na pohřbech, svatbách, křtinách a při významných církevních svátcích.
Ve farnosti se pravidelně pořádá tříkrálová sbírka. V roce 2025 se při ní ve Velkých Opatovicích vybralo 135 651 Kč.
Na konci prázdnin pořádá farnost pro školáky zábavný program, spojený s žehnáním aktovek při poslední prázdninové nedělní bohoslužbě. 